# René Risser
René Nathan Risser (Thann, 1869 – 1958) foi um matemático, estatístico, atuário, oficial da artilharia, administrador governamental, professor e inventor francês.
Foi palestrante convidado do Congresso Internacional de Matemáticos em Toronto (1924), Bolonha (1928) e Zurique (1932).

## Publicações selecionadas

### Artigos
- "Coût de la loi sur les retraites ouvrières et paysannes pour le premier exercice." Journal de la société française de statistique 52 (1911): 385–415.
- "Exposé des principes de la statistique mathématique. Considérations générales." Journal de la société française de statistique 76 (1935): 281–318.
- "Chronique des banques et marchés monétaires." Journal de la société française de statistique 78 (1937): 75–79.
- "Rien et l'infini." Journal de la société française de statistique 89 (1948): 28–42.
- "A propos de l'application de la loi de Gauss." Journal de la société française de statistique 91 (1950): 210–218.

### Livros
- Les applications de la statistique à la démographie et à la biologie. Gauthier-Villars, 1932, 255 pages.
- com Claude Émile Traynard: Les principes de la statistique mathématique. Vol. 1. Gauthier-Villars, 1933, 338 pages.